# 対象鍵暗号
もしかして
- 対称鍵暗号

ではありませんか？